# Филипини на Светском првенству у атлетици у дворани 2018.
Филипини су учествовали на 16. Светском првенству у атлетици у дворани 2018. одржаном у Бирмингему од 1. до 4. марта осми пут. Репрезентацију Филипина представљао је један такмичар који је такмичио у трци на 60 метара.,
На овом првенству такмичар са Филипина није освојио ниједну медаљу нити је остварио неки резултат.

## Учесници
Мушкарци:
- Ерик Креј — 60 м

## Резултати

### Мушкарци
| Атлетичар | Дисциплина | Лични рекорд | Квалификација | Квалификација | Полуфинале           | Полуфинале           | Финале               | Финале       | Детаљи |
| Атлетичар | Дисциплина | Лични рекорд | Резултат      | Место         | Резултат             | Место                | Резултат             | Место        | Детаљи |
| --------- | ---------- | ------------ | ------------- | ------------- | -------------------- | -------------------- | -------------------- | ------------ | ------ |
| Ерик Креј | 60 м       | 6,57         | 6,81          | 4. у гр. 7    | Није се квалификовао | Није се квалификовао | Није се квалификовао | 28 / 49 (52) |        |